# 아르헨티나 U-15 축구 국가대표팀
아르헨티나 U-15 축구 국가대표팀(스페인어: selección de fútbol sub-15 de Argentina)은 아르헨티나를 대표하는 15세 이하의 축구 국가대표팀으로, 아르헨티나의 축구 관리 기관인 아르헨티나 축구 협회의 관리를 받는다. 해당 대표팀은 CONMEBOL U-15 축구 선수권 대회와 같은 대회 준비를 위해 주로 소집된다. CONMEBOL U-15 축구 선수권 대회에 총 9번 출전했으며, 2017년에 대회 우승을 하였다.